# Бретяк (присілок)
Бретя́к (рос. Бретяк, башк. Брәтәк) — присілок у складі Бурзянського району Башкортостану, Росія. Входить до складу Аскаровської сільської ради.
Населення — 424 особи (2010; 422 в 2002).
Національний склад:
- башкири — 100%